# Championnat de Hong Kong de football 1979-1980
 (novembre 2024).
Si vous disposez d'ouvrages ou d'articles de référence ou si vous connaissez des sites web de qualité traitant du thème abordé ici, merci de compléter l'article en donnant les références utiles à sa vérifiabilité et en les liant à la section « Notes et références ».
Navigation
Saison précédente Saison suivante
La saison 1979-1980 du Championnat de Hong Kong de football est la trente-cinquième édition de la première division à Hong Kong, la First Division League. Elle regroupe, sous forme d'une poule unique, les douze meilleures équipes du pays qui se rencontrent deux fois, à domicile et à l'extérieur. En fin de saison, les deux derniers du classement sont relégués et remplacés par les deux meilleurs clubs de Second Division League, la deuxième division hongkongaise.
C'est le club de Seiko SA, tenant du titre, qui remporte à nouveau le championnat cette saison après avoir terminé en tête du classement final, avec sept points d'avance sur Happy Valley AA et dix sur Bulova FC, l'un des clubs promus. C'est le quatrième titre de champion de Hong Kong de l'histoire du club, qui réussit le doublé en s'imposant en finale de la Coupe de Hong Kong face à Bulova.

## Clubs participants
- Seiko SA
- Bulova FC - Promu de D2
- Urban Services FC
- South China AA
- Eastern AA
- Happy Valley AA
- Tung Sing FC
- Hong Kong FC - Promu de D2
- Yuen Long SA
- Kui Tan FC
- Sea Bee FC
- Caroline Hill FC

## Compétition
Le barème de points servant à établir les classements se décompose ainsi :
- Victoire : 2 points
- Match nul : 1 point
- Défaite : 0 point

### Classement[1]
| Rang | Équipe            | Pts | J  | G  | N | P  | Bp | Bc | Diff |
| ---- | ----------------- | --- | -- | -- | - | -- | -- | -- | ---- |
| 1    | Seiko SA'T'C      | 39  | 22 | 18 | 3 | 1  | 58 | 15 | +43  |
| 2    | Happy Valley AA   | 32  | 22 | 14 | 4 | 4  | 39 | 20 | +19  |
| 3    | Bulova FCP        | 29  | 22 | 13 | 3 | 6  | 36 | 20 | +16  |
| 4    | South China AA    | 25  | 22 | 9  | 7 | 6  | 26 | 16 | +10  |
| 5    | Tung Sing FC      | 24  | 22 | 10 | 4 | 8  | 42 | 41 | +1   |
| 6    | Sea Bee FC        | 21  | 22 | 8  | 5 | 9  | 19 | 24 | -5   |
| 7    | Eastern AA        | 20  | 22 | 6  | 8 | 8  | 26 | 34 | -8   |
| 8    | Caroline Hill FC  | 20  | 22 | 6  | 8 | 8  | 24 | 31 | -7   |
| 9    | Yuen Long SA      | 18  | 22 | 6  | 6 | 10 | 27 | 31 | -4   |
| 10   | Hong Kong FCP     | 17  | 22 | 6  | 5 | 11 | 21 | 31 | -10  |
| 11   | Kui Tan FC        | 16  | 22 | 6  | 4 | 12 | 23 | 29 | -6   |
| 12   | Urban Services FC | 3   | 22 | 1  | 1 | 20 | 12 | 61 | -49  |

|  | Champion de Hong Kong 1980                                                 |
|  | Relégation directe en deuxième division                                    |
|  | Retrait du championnat en fin de saison                                    |
|  | T : Tenant du titre C : Vainqueur de la Coupe de Hong Kong P : Promu de D2 |

## Bilan de la saison
| Championnat de Hong Kong de football 1979-1980 |                     |
| Champion                                       | Seiko SA (4e titre) |
| Coupes et trophées                             |                     |
| Vainqueur de la Coupe de Hong Kong 1979-1980   | Seiko SA            |
| Promotions et relégations                      |                     |
| Promus en First Division League                | Hong Kong Police FC |
| Promus en First Division League                | Tsuen Wan FC        |
| Relégués en Second Division League             | Kui Tan FC          |
| Relégués en Second Division League             | Urban Services FC   |